# Angelo Badalamenti
Angelo Badalamenti (22. března 1937 Brooklyn, New York – 11. prosince 2022 Lincoln Park, New Jersey) byl americký hudební skladatel italského původu, dvorní skladatel režiséra Davida Lynche, autor hudby k jeho filmům Lost Highway, Modrý samet, Mulholland Drive, Příběh Alvina Straighta, Zběsilost v srdci či seriálu Městečko Twin Peaks.
Spolu s Dolores O'Riordanovou z kapely The Cranberries složil soundtrack k filmu Evilenko.

## Skladatelská filmografie

### Film
- 1986: Modrý samet
- 1989: Vánoční prázdniny
- 1990: Zběsilost v srdci
- 1992: Twin Peaks
- 1995: Město ztracených dětí
- 1997: Lost Highway
- 1999: Příběh Alvina Straighta
- 2000: Pláž
- 2001: Mulholland Drive
- 2002: Rabbits
- 2002: Sekretářka
- 2004: Evilenko
- 2004: Příliš dlouhé zásnuby
- 2005: Dark Water
- 2006: Rituál
- 2008: Na hraně lásky
- 2011: Un baiser papillon
- 2012: Poslední kvartet
- 2013: Stalingrad
- 2015: Gold Coast
- 2018: Mezi světy[2]

### Televizní seriály
- 1990: Městečko Twin Peaks